# Jurij Batjurov
Jurij Kusmitj Batjurov (på russisk: Юрий Кузьмич Бачуров) (født 14. oktober 1933 i Ivanovo, Sovjetunionen) er en russisk tidligere roer.
Batjurov vandt en bronzemedalje for Sovjetunionen ved OL 1960 i Rom i disciplinen firer uden styrmand, sammen med Igor Akhremtjik, Valentin Morkovkin og Anatolij Tarabrin. Den sovjetiske båd sikrede bronzemedaljen efter en finale, hvor USA vandt guld, mens Italien fik sølv. Det var det eneste OL han deltog i.

## OL-medaljer
- 1960:  Bronze i firer uden styrmand